# Podu Dâmboviței, Argeș
Podu Dâmboviței este un sat în comuna Dâmbovicioara din județul Argeș, Muntenia, România. Satul avea 745 de locuitori în 2011 și este situat pe DN73 la 29 km de Câmpulung. Localitatea este menționată încă din secolele XVI-XVII.